# Campionati europei di sci nautico - velocità 2014
I campionati europei di sci nautico per la specialità della velocità, tenutisi a Vichy ed Éguzon in Francia tra il 20 e il 27 luglio 2014, sono stati la trentaquattresima edizione della manifestazione.
La sede di Vichy è stata usata per le prime due gare il 20 e 22 luglio, quella di Éguzon per le ultime due il 25 e il 27 luglio.
La gara maschile ha visto il belga Dave Vansteelant e quella femminile l'austriaca Sabine Ortlieb aggiudicarsi i rispettivi titoli; in entrambi i casi si trattava della prima affermazione.

## Risultati

### Uomini F1
| Pos.    | Nome                | Nazione     | Totale  | Gara 1  | Gara 2  | Gara 3  | Gara 4  |
| ------- | ------------------- | ----------- | ------- | ------- | ------- | ------- | ------- |
| Oro     | Dave Vansteelant    | Belgio      | 2973,22 | 1000,00 | 1000,00 | 0,00    | 973,22  |
| Argento | Steven Van Gaeveren | Belgio      | 2958,92 | 957,23  | 981,24  | 997,74  | 979,94  |
| Bronzo  | Kurt Brooks         | Regno Unito | 2934,26 | 0,00    | 935,23  | 999,03  | 1000,00 |
| 4       | Harvey Robinson     | Regno Unito | 2919,11 | 979,20  | 844,15  | 979,54  | 960,37  |
| 5       | Jack Lynch          | Regno Unito | 2894,90 | 896,76  | 0,00    | 1000,00 | 998,14  |
| 6       | Buby Bertels        | Belgio      | 2786,46 | 936,39  | 896,96  | 936,42  | 913,65  |
| 7       | Steven Malot        | Belgio      | 1772,39 | 878,97  | 893,42  | 0,00    | 0,00    |

### Donne F1
| Pos.    | Nome            | Nazione     | Totale  | Gara 1  | Gara 2  | Gara 3  | Gara 4  |
| ------- | --------------- | ----------- | ------- | ------- | ------- | ------- | ------- |
| Oro     | Kathrin Ortlieb | Austria     | 3000,00 | 1000,00 | 1000,00 | 1000,00 | 1000,00 |
| Argento | Vicky Leysen    | Belgio      | 2811,29 | 845,80  | 981,17  | 869,18  | 960,94  |
| Bronzo  | Davina Sipido   | Belgio      | 2660,34 | 846,09  | 807,30  | 903,11  | 911,14  |
| 4       | Claire Taylor   | Regno Unito | 2146,89 | 696,72  | 645,34  | 777,45  | 672,72  |